# Profundulus hildebrandi
Profundulus hildebrandi is een straalvinnige vissensoort uit de familie van de Midden-Amerikaanse killivisjes (Profundulidae). De wetenschappelijke naam van de soort is voor het eerst geldig gepubliceerd in 1950 door Miller.